# Kendelanchay
Kendelanchay (azerbajdzjanska: Köndələnçay) är ett vattendrag i Azerbajdzjan.   Det ligger i distriktet Füzuli Rayonu, i den södra delen av landet, 220 km väster om huvudstaden Baku.
Trakten runt Kendelanchay består till största delen av jordbruksmark. Runt Kendelanchay är det ganska tätbefolkat, med 104 invånare per kvadratkilometer.